# دیلزا موسی
دیلزا موسی (انگلیسی: Diellza Musa؛ زادهٔ ۲۹ نوامبر ۱۹۹۷) بازیکن فوتبال اهل آلبانی است.
وی همچنین در تیم‌های ملی فوتبال Albania women's national under-19 football team و Kosovo women's national football team بازی کرده‌است.